# Piotr Perkowski

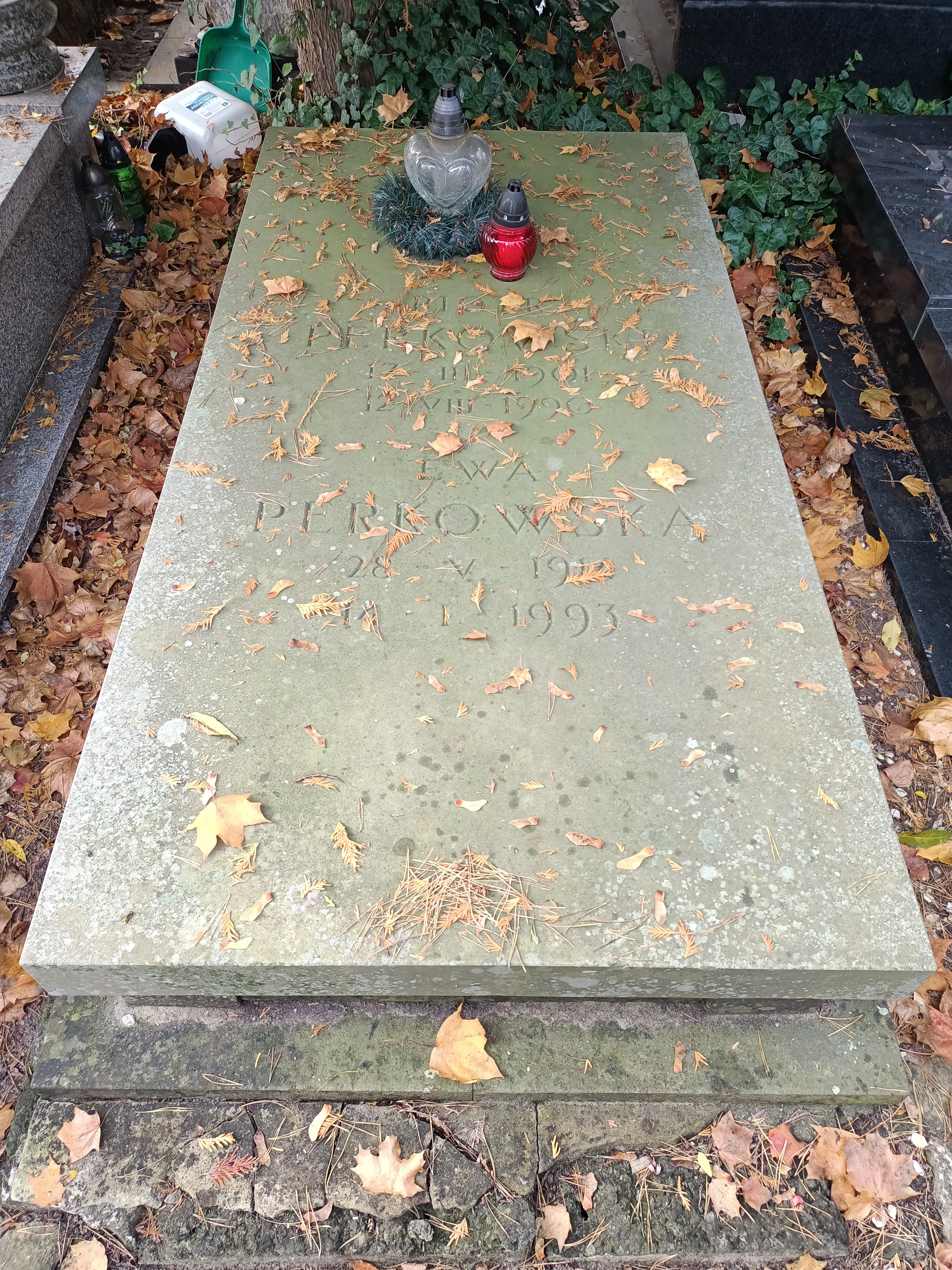
Grób Piotra Perkowskiego na cmentarzu Wojskowym na Powązkach w Warszawie

Piotr Perkowski (ur. 17 marca 1901 w Oweczaczach, w obwodzie winnickim na Ukrainie, zm. 12 sierpnia 1990 w Otwocku) – polski kompozytor i pedagog, organizator życia muzycznego.

## Życiorys
Studiował kompozycję u Romana Statkowskiego w Konserwatorium w Warszawie i prywatnie u Karola Szymanowskiego (1923–1925). Po uzyskaniu dyplomu kontynuował studia w Paryżu pod kierunkiem Alberta Roussela (1926–1928), a za namową Ignacego Paderewskiego podjął też studia w Szkole Nauk Politycznych (École des Sciences Politiques) w latach 1927–1929. W 1926 założył Stowarzyszenie Młodych Muzyków Polaków w Paryżu, którego był prezesem do 1930.
Po powrocie do kraju w 1930 został dyrektorem Towarzystwa Przyjaciół Muzyki Symfonicznej w Warszawie i wiceprezesem (do 1939) polskiej sekcji Międzynarodowego Towarzystwa Muzyki Współczesnej. Od 1931 zasiadał też w Zarządzie Stowarzyszenia Kompozytorów Polskich. W latach 1936–1939 był dyrektorem Konserwatorium Muzycznego Pomorskiego Towarzystwa Muzycznego w Toruniu oraz dyrektorem i wiceprezesem Pomorskiego Towarzystwa Muzycznego w Toruniu. W 1946 został jego honorowym członkiem.
Lata okupacji niemieckiej spędził w Warszawie, działając w ruchu oporu. Uczestniczył w powstaniu warszawskim pod ps. „dr Puławski”, a po kapitulacji utworzył Polnisches Rotes Kreuz Transportgruppe w celu ewakuowania z Warszawy młodzieży walczącej w AK, rannych i chorych.
Po zakończeniu wojny został dyrektorem Departamentu Muzyki w Ministerstwie Kultury i Sztuki oraz przewodniczącym Głównej Komisji Weryfikacyjnej dla Muzyków. W latach 1945–1951 i 1954–1971 był profesorem Państwowej Wyższej Szkoły Muzycznej w Warszawie, od 1964 również kierownikiem Katedry Kompozycji. Od 1951 do 1954 był profesorem i dziekanem Wydziału Instrumentalnego oraz Teorii Muzyki i Kompozycji Państwowej Wyższej Szkoły Muzycznej we Wrocławiu. Jego uczniami byli m.in. Tadeusz Baird, Piotr Moss, Tadeusz Natanson, Zbigniew Rudziński, Jerzy Maksymiuk, a uczennicą Jadwiga Szajna-Lewandowska, jak i żona kompozytora, Ewa z domu Moser (córka Wandy Moser, siostry Juliana Marchlewskiego), późniejszego dra biologii, genetyka i archeologa, znawczyni religii prasłowiańskich, którą poznał w kierowanym przez siebie Konserwatorium w Toruniu. Od 1971 był na emeryturze.
Równolegle do pracy pedagogicznej był dyrektorem i kierownikiem artystycznym Filharmonii Krakowskiej (1949–1951) i Wielkiej Orkiestry Symfonicznej Polskiego Radia w Katowicach (1956–1957). Współorganizował i został pierwszym prezesem (1945–1948) Związku Kompozytorów Polskich, a także Krakowskiego Towarzystwa Operowego (1954–1956), działał przy organizacji Filharmonii Wrocławskiej (1957–1961).
Pełnił wiele funkcji społecznych. Działał jako prezes Warszawskiego Towarzystwa Muzycznego (1959–1965). Będąc przewodniczącym sekcji Karola Szymanowskiego, przyczynił się do zebrania pamiątek po kompozytorze i wykupienia willi „Atma”, przeznaczonej na muzeum. Był wiceprezesem Stowarzyszenia Autorów ZAiKS (1959–1965). W latach 1971–1973 i 1975–1977 pełnił funkcję prezesa Oddziału Warszawskiego ZKP. W 1966 był przewodniczącym jury Międzynarodowego Konkursu Kompozytorskiego im. Henryka Wieniawskiego w Poznaniu. Od 1962 członek jury Nagrody Ministerstwa Obrony Narodowej i Rady Artystycznej Głównego Zarządu Politycznego Wojska Polskiego. Od 1973 wchodził w skład Rady Programowej Muzyki przy Ministerstwie Kultury i Sztuki. Był członkiem Rady Krajowej Patriotycznego Ruchu Odrodzenia Narodowego (1983–1987).
Na kształtowanie idiomu Perkowskiego duży wpływ miała muzyka Karola Szymanowskiego i francuskich postimpresjonistów. Jego styl jest tradycyjny, wierny prymatowi linii melodycznej. We wcześniejszych utworach można odnaleźć emocjonalną powściągliwość i subtelną, poetycką atmosferę, zaś późniejsze kompozycje często wykorzystują rytmikę i melodykę typową dla polskiej muzyki ludowej. Takie utwory jak Nokturn na orkiestrę i Koncert skrzypcowy nr 2 łączą w sobie typowo polską głębię emocjonalną z muzyką programową. Kilka jego kompozycji zaginęło podczas II wojny światowej .
Zmarł w Otwocku, pochowany na cmentarzu Wojskowym na Powązkach w Warszawie (kwatera A3 tuje-1-39).

## Wybrane odznaczenia, odznaki i nagrody
(na podstawie Encyklopedii muzycznej PWM)
|  | - 1930 – Złoty Krzyż Zasługi - 1939 – Krzyż Oficerski Orderu Odrodzenia Polski - 1944 – Krzyż Walecznych (zweryfikowane w 1967) - 1944 – Złoty Krzyż Zasługi z Mieczami (zweryfikowane w 1967) - 1949 – Order Sztandaru Pracy II klasy - 1955 – Medal 10-lecia Polski Ludowej - 1960 – Krzyż Komandorski Orderu Odrodzenia Polski - 1976 – Order Sztandaru Pracy I klasy - 1978 – Medal ZAiKS-u - 1984 – Medal 40-lecia Polski Ludowej - Złoty Medal „Za zasługi dla obronności kraju” - Srebrny Medal „Za zasługi dla obronności kraju” - 1938 – Złoty Wawrzyn Akademicki - 1963 – Odznaka „Zasłużony Działacz Kultury” - 1963 – Złota Odznaka honorowa „Za Zasługi dla Warszawy” - 1966 – Odznaka 1000-lecia Państwa Polskiego - 1969 – Honorowa Odznaka ZAiKS-u - 1981 – Odznaka tytułu honorowego „Zasłużony Nauczyciel Polskiej Rzeczypospolitej Ludowej” - 1988 – Odznaka tytułu honorowego „Zasłużony dla Kultury Narodowej” | - 1931 – I nagroda we Lwowie za Swaty - 1932 – I Nagroda na konkursie Wielkopolskiego Związku Kół Śpiewaczych w Poznaniu za Oratorium I.J. Paderewskiemu w hołdzie - 1948 – nagrody ZKP i MKiS za Rzeki - 1949 – pierwszy laureat nagrody ZKP - 1950 – Nagroda Muzyczna Ziemi Krakowskiej - 1954 – Nagroda Muzyczna m. Krakowa - 1955 – nagroda MKiS za Suitę weselną - 1955 – nagrody ZKP i MKiS za utwór Karolowi Szymanowskiemu - 1955 – nagroda ZKP za pieśń W imionniku - 1965 – Nagroda Muzyczna m. stołecznego Warszawy - 1966 – Nagroda MKiS za działalność artystyczną w dziedzinie muzyki - 1967 – Nagroda Muzyczna Prezesa Rady Ministrów za twórczość artystyczną dla dzieci i młodzieży - 1968 – Nagroda MKiS za działalność artystyczną w dziedzinie muzyki - 1990 – Nagroda Fundacji Kultury Polskiej |

## Ważniejsze dzieła

### Utwory sceniczne
- 1930 – Swantewit – balet
- 1949 – Rapsod – balet
- 1961 – Girlandy – opera radiowa
- 1963 – Klementyna, Polka królową Szkocji – balet
- 1964 – Balladyna – balet

### Utwory orkiestrowe
- 1925 – Symfonia nr 1 na sola, chór, organy i orkiestrę
- 1927 – Sinfonietta, op. 17
- 1930 – Koncert skrzypcowy nr 1
- 1938 – Szkice toruńskie
- 1952–1955 – Symfonia nr 2
- 1954 – Uwertura warszawska
- 1954 – Nocturn
- 1957–1960 – Koncert skrzypcowy nr 2
- 1963 – Sinfonia drammatica
- 1968 – Impresje szkockie
- 1968 – W stronę Atmy
- 1970 – Amphiction
- 1973–1974 – Koncert wiolonczelowy
- 1981 – Symfonia

a także utwory kameralne, fortepianowe, utwory na instrument solowy w towarzyszeniem fortepianu, utwory wokalno-instrumentalne i wokalne – w tym cykle pieśni, m.in. Uty japońskie (1924) i Niebo w ogniu (1970) oraz muzyka ilustracyjna do spektakli teatralnych i słuchowisk radiowych . Jest także kompozytorem muzyki do filmów dokumentalnych i fabularnych: Rycerze mroku (wraz z Marianem Neuteichem; reż. Bruno Bredschneider, Stefan Szwarc, 1932) i Żołnierz zwycięstwa (reż. Wanda Jakubowska, 1953).